# Ingen mans land (film)
Ingen mans land (originaltitel: Uomini contro) är en italiensk-jugoslavisk antikrigsfilm från 1970 i regi av Fransesco Rosi. Den hade svensk premiär den 26 maj 1971. Manuset bygger på romanen Un anno sull'Altipiano från 1938 av Emilio Lussu.
Den italienska titeln är tvetydig och svåröversatt, men "uomini" är plural av "uomo" som betyder "man" eller "människa" och "contro" betyder "mot".

## Handling
Handlingen är förlagd till Första världskrigets skyttegravar vid Isonzofronten kring 1916–1917. De italienska officerarna, med general Leone i spetsen, kräver alltför mycket av sitt manskap. Gång efter gång tvingas de upp ur skyttegravarna för att storma fiendens dito. Men resultatet blir ständigt detsamma, och mot de österrikisk-ungerska vattenkylda kulsprutorna har de ingen chans. Soldater och lägre befäl behandlas som spelpjäser som kan offras, medan officerarnas liv värderas högt.

## Medverkande i urval
- Gian Maria Volontè – löjtnant Ottolenghi
- Pier Paolo Capponi – löjtnant Santini
- Alain Cuny – general Leone
- Franco Graziosi – major Ruggero Malchiodi
- Mark Frechette – löjtnant Sassu
- Nino Vingelli – sårad soldat från Neapel
- Mario Feliciani – överläkare
- Daria Nicolodi – sjuksköterska vid Röda korset
- Giampiero Albertini – kapten Abbati
- Alberto Mastino – menige Marrasi
- Brunetto Del Vita – överste Stringari